# اخترشناسی زیرمیلی‌متری

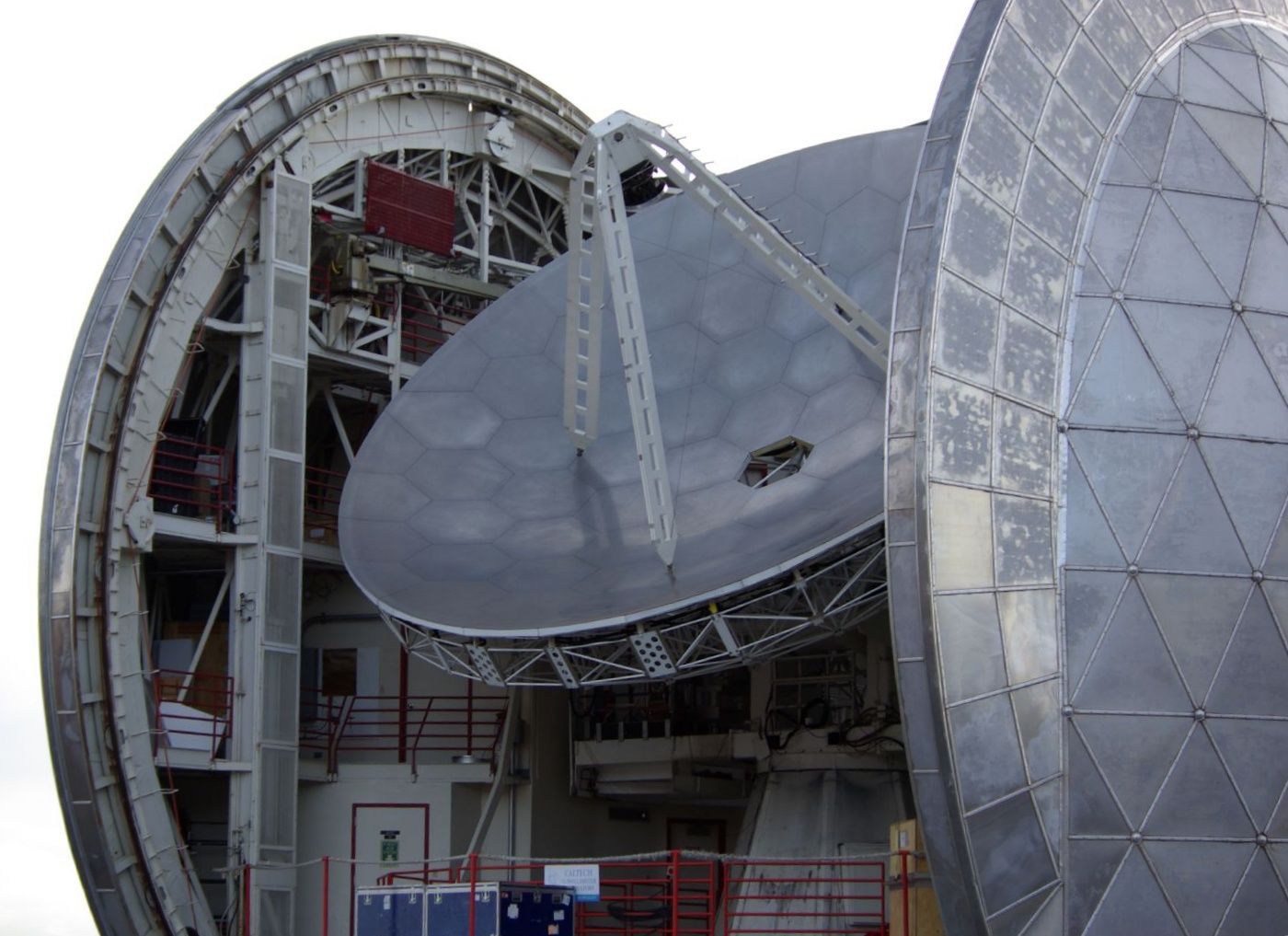
رصدخانه زیرمیلی‌متری کلتک (Caltech Submillimeter Observatory) واقع در رصدخانه مونوکی که در سال ۱۹۸۸ شروع به‌کار کرد، دارای یک گیرنده ۱۰٫۴ متری است.

اخترشناسی زیرمیلی‌متری (به انگلیسی: Submillimeter astronomy) شاخه‌ای از اخترشناسی رصدی است که در طول موج‌های کم‌تر از میلی‌متر (یعنی موردی مانند تابش تراهرتز) در طیف الکترومغناطیسی انجام می‌شود. ستاره شناسان، گستره امواج زیرمیلی‌متری را در جایی بین گستره امواج فروسرخ دور و مایکروویو قرار می‌دهند و معمولاً گستره آن بین چند صد میکرومتر تا یک میلی‌متر در نظر گرفته می‌شود. در اخترشناسی، رایج است که برای اشاره طول موج در این گستره از واژه میکرون استفاده شود، واحدی قدیمی که در گذشته به‌صورت گسترده برای اشاره به میکرومتر استفاده می‌شد. 